# Helyből távolugrás

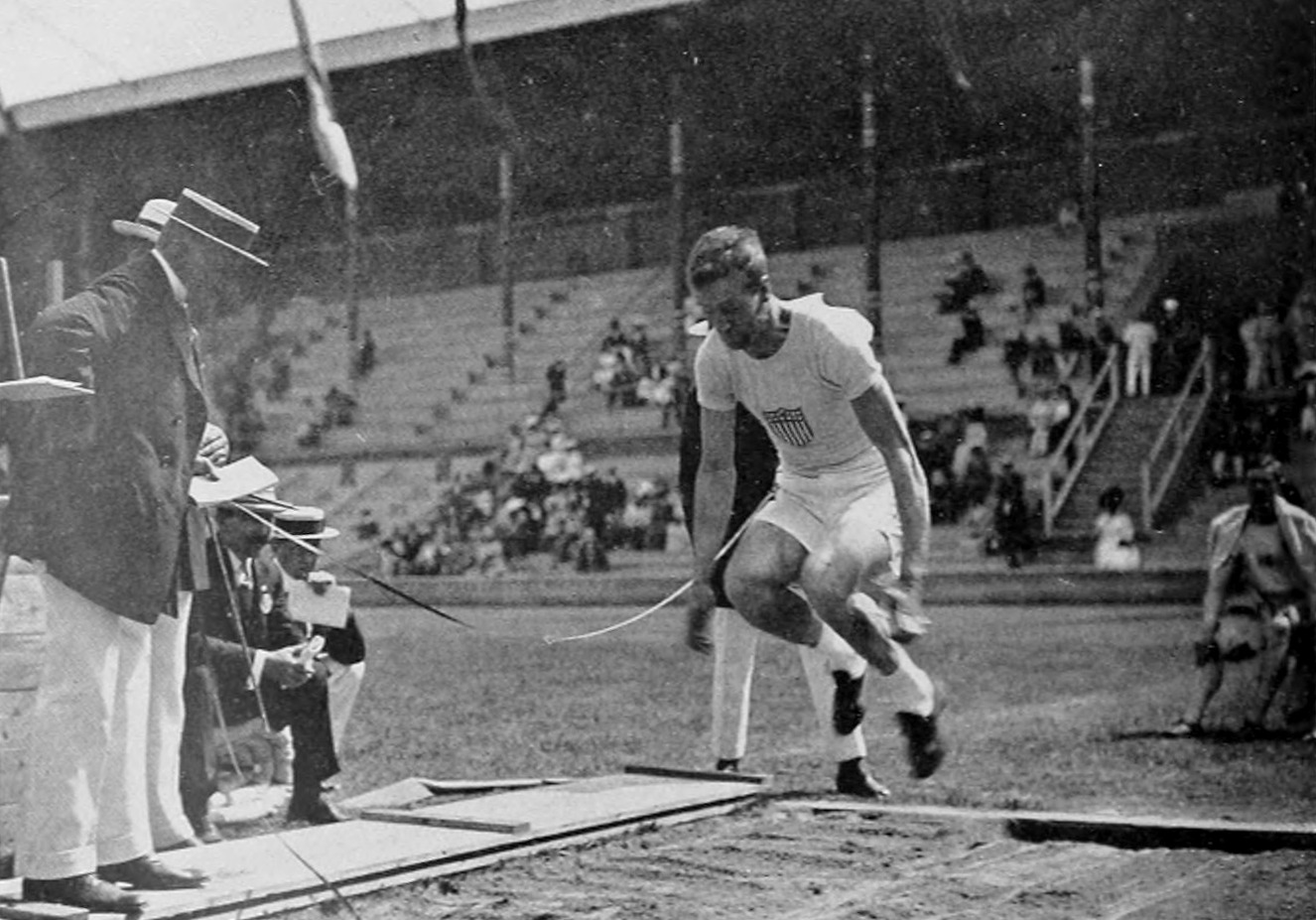
Benjamin Adams az 1912-es nyári olimpián

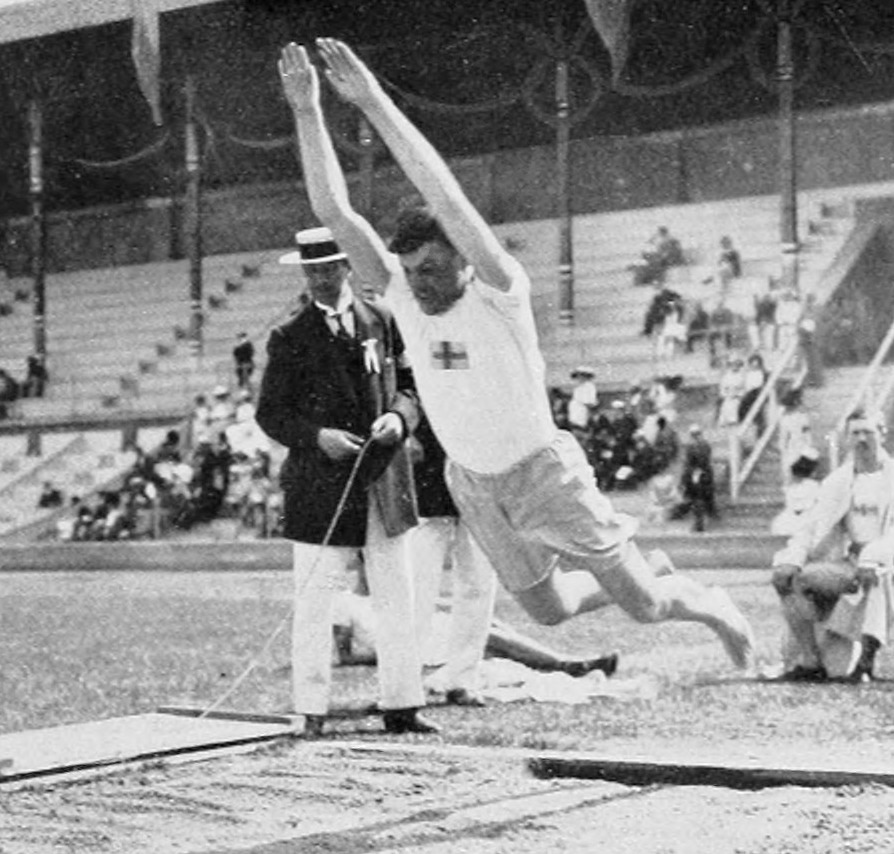
Gustaf Malmsten az 1912-es nyári olimpián

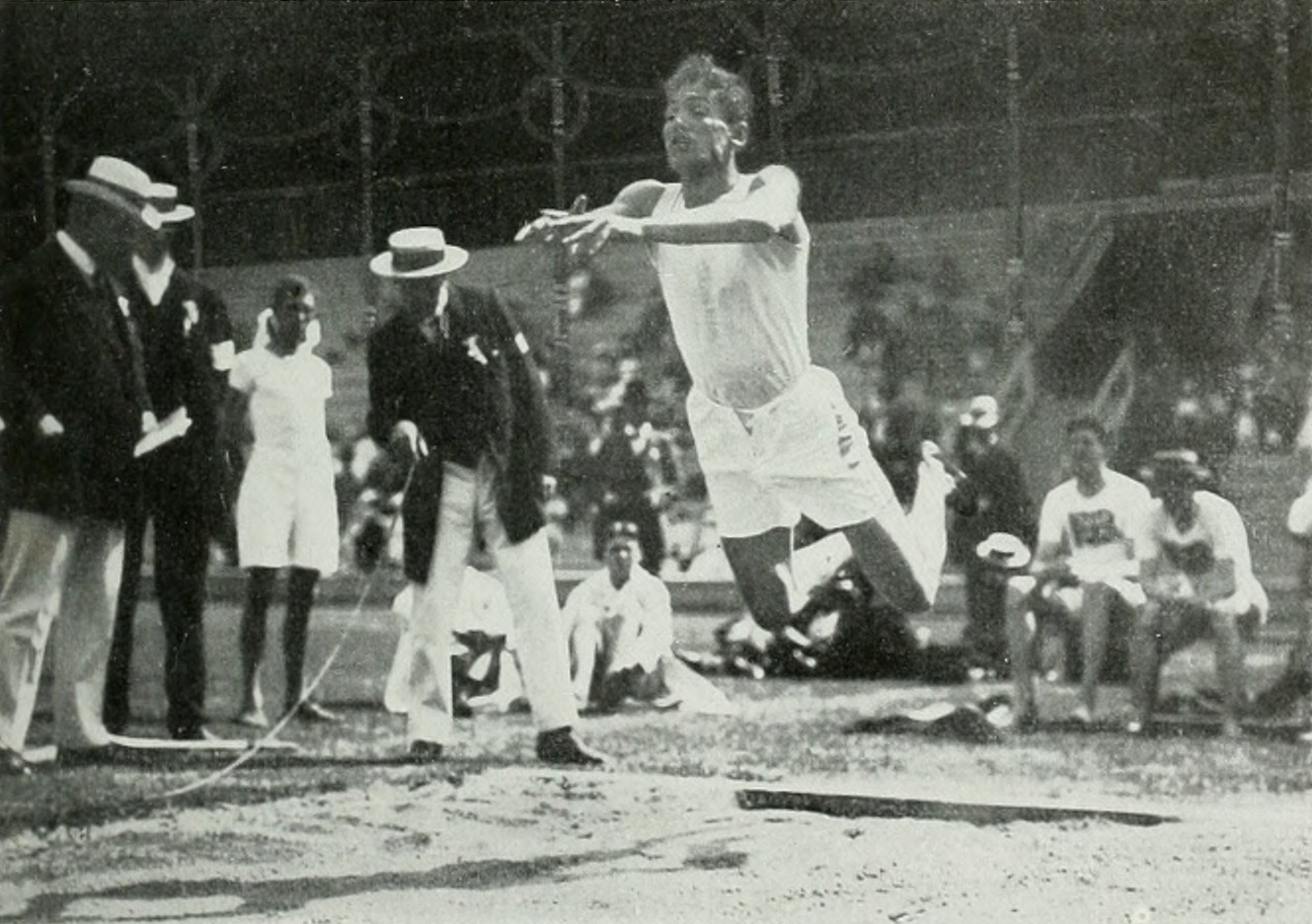
Konstantinosz Tsziklitirasz az 1912-es nyári olimpián

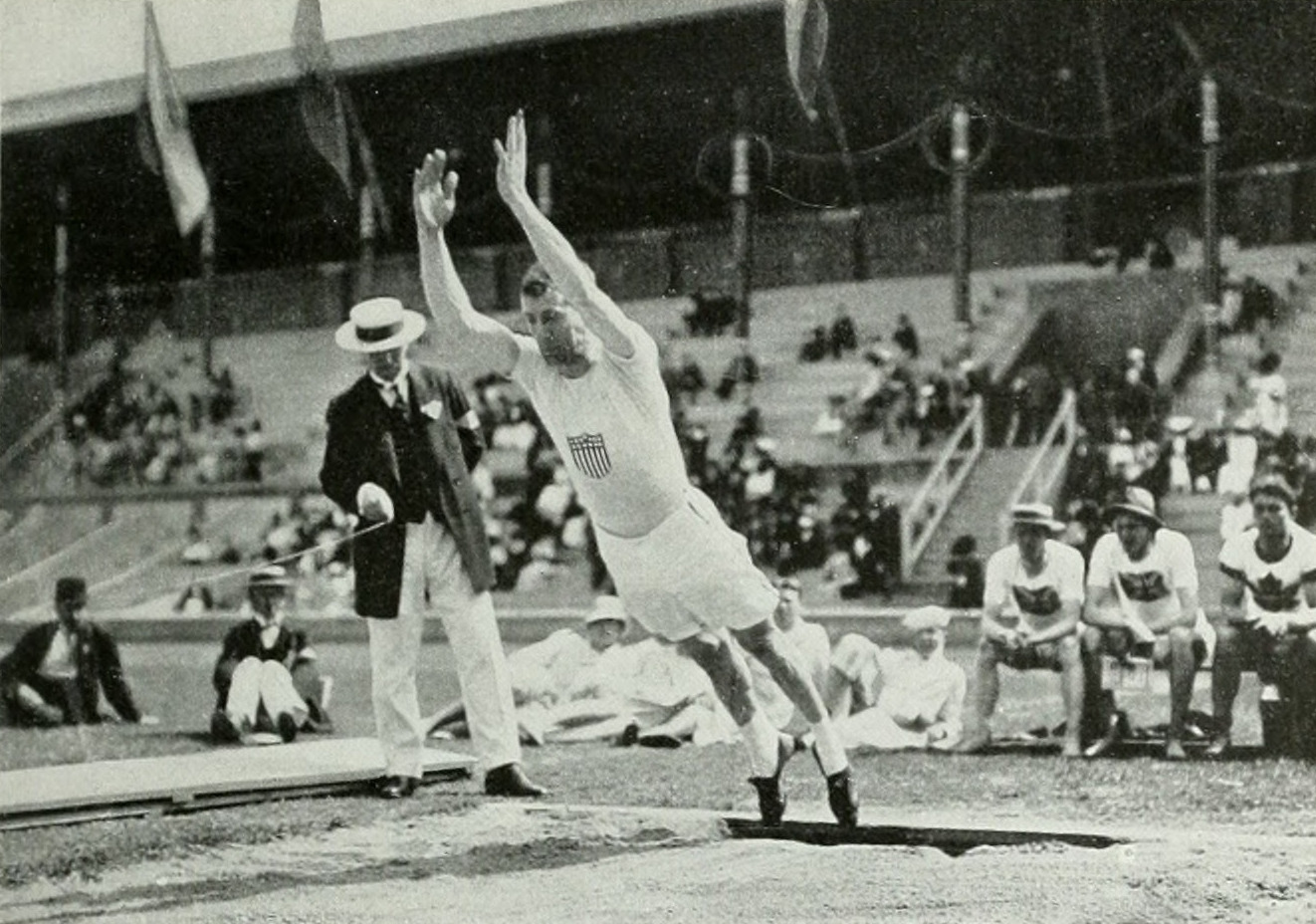
Platt Adams az 1912-es nyári olimpián

A helyből távolugrás egy atlétikai versenyszám. Az olimpián 1900-tól 1912-ig szerepelt. Az atlétikai versenyszámok helyből ugró számai közül az egyik, amelyek közül a másik kettő a helyből magasugrás és a helyből hármasugrás.
A helyből távolugrást egy szőnyeggel és homokgödörrel, vagy normál talajon végzik. A versenyző kis terpeszben áll a deszkára. Lábát enyhén behajlítja, karjával lendületet vesz. Testsúlya úgy mozog, mint a futballban, és talpa nincs teljesen a földön. Ezután felugrik, karját hátulról előrelendíti, és két lábon landol. Sok versenyző a levegőben felhúzza a lábát. Mindezek gyorsan végbemennek. A normál távolugrástól eltérően itt a karok a legfontosabbak, de a legnagyobb terhelést a fenék, a csípő, a térd és a felső lábszár kapja. Az olimpián minden versenyző háromszor próbálkozhatott, és a leghosszabb táv lett az eredménye. Az ugrást meg kell ismételni, ha a versenyző visszaesett, vagy ugrás előtt lépett egyet.
Sok további technika van, például hogy a test derékszöget zárjon be a behajlított lábakkal. Mások a távolugrásból származnak. Messzebbre lehet ugrani súlyokkal a kézben. Ezek ökölnagyságú kövek, vagy homokkal töltött műanyag flakonok. Nagyobb lendületet adnak. Az optimális elrugaszkodást bálák teszik lehetővé. Előkészületként a többi ugrásfajta, a lépcsőzés és a térdhajlítás a legjobb.
A korábbi rekordot Ray Ewry állította be 1904. szeptember 3-án, 3,47 m-es távval. A jelenlegi rekordtartó Byron Jones, Rekordját 2015. február 23-án állította be 3,73 m-es ugrásával. Ezt a rekordot a National Football League draftja előtt, a játékos combine-on érte el. A Connecticuti Egyetem cornerbackja volt.
Eltűnése a fedett pályás stadionok építésével kezdődött. Ma már csak Norvégiában rendeznek belőle nemzeti bajnokságot. 1995 óta a bajnokságot Stange-ban rendezik a többi helybőlugró számmal együtt.
Szerepel az NFL scouting combine számai között, és része volt a President's Award on Physical Fitness standarizált tesztjeinek; továbbá a Royal Military College of Canada és az United States Air Force Academy fizikai képességeinek felmérésében is szerephez jutott. A brazil szövetségi rendőrségnél a megkövetelt táv férfiaknál legalább 2,14 m, nőknél 1,66 m. A brazil autópályarendőrségnél ezek a számok férfiaknál 2,00 m, és nőknél 1,60 m. A német szövetségi rendőrségnél ezek a távok férfiaknál 1,95 m, nőknél 1,57 m. A birkenwerderi Retrolympián is szerepel, ahol az egykori olimpiai sportokból rendeznek versenyt. 2012 december 31-ig a helyből távolugrás a Deutschen Sportabzeichennél a szeniorok (férfiak 50 éves, nők 45 éves kortól) a távol- és a magasugrás pótlásaként választható volt. Azóta a helyét ennél a korosztálynál is a súlylökés vette át.
Olimpiai érmesek:
| Év   | Aranyérem                        | Ezüstérem                        | Bronzérem               |
| ---- | -------------------------------- | -------------------------------- | ----------------------- |
| 1900 | Ray Ewry (USA)                   | Irving Baxter (USA)              | Emile Torcheboeuf (FRA) |
| 1904 | Ray Ewry (USA)                   | Charles King (USA)               | John Biller (USA)       |
| 1906 | Ray Ewry (USA)                   | Martin Sheridan (USA)            | Lawson Robertson (USA)  |
| 1908 | Ray Ewry (USA)                   | Konsztandínosz Ciklitírasz (GRE) | Martin Sheridan (USA)   |
| 1912 | Konsztandínosz Ciklitírasz (GRE) | Platt Adams (USA)                | Benjamin Adams (USA)    |

## További híres sportolók
- Lewis Sheldon (USA)
- Martin Sheridan (USA)
- Lawson Robertson (USA)

## Fordítás
- Ez a szócikk részben vagy egészben  a   Standing long jump című angol Wikipédia-szócikk fordításán alapul.  Az eredeti cikk szerkesztőit annak laptörténete sorolja fel. Ez a jelzés csupán a megfogalmazás eredetét és a szerzői jogokat jelzi, nem szolgál a cikkben szereplő információk forrásmegjelöléseként.
- Ez a szócikk részben vagy egészben  a   Standweitsprung című német Wikipédia-szócikk fordításán alapul.  Az eredeti cikk szerkesztőit annak laptörténete sorolja fel. Ez a jelzés csupán a megfogalmazás eredetét és a szerzői jogokat jelzi, nem szolgál a cikkben szereplő információk forrásmegjelöléseként.